# Populismo de direita
Populismo de direita é uma ideologia política que combina ideais da direita política com uma retórica e temas populistas. De acordo com a definição do cientista político neerlandês Cas Mudde, o populismo é uma ideologia política que divide a sociedade em duas entidades homogêneas e antagônicas: o povo e as elites. Na perspectiva de direita, as elites políticas e o Estado são intrinsecamente corruptos e burocráticos, portanto, há uma retórica que apela para os indivíduos que se identificam com políticas "anti-Estado" e com a visão de que indivíduos de outras tendências políticas são adversários (comumente associados com o globalismo e/ou a extrema-esquerda).
Tal como o populismo de esquerda, o populismo de direita emprega sentimentos contra o elitismo, oposição ao Estabelecimento e um discurso que busca a simpatia de "pessoas comuns". No entanto, os populistas de direita concentram-se geralmente em questões culturais, afirmando frequentemente defender valores tradicionais e identidade nacional contra o progressismo e o multiculturalismo enquanto os populistas de esquerda empregam mais frequentemente argumentos econômicos e atacam o neoliberalismo e o papel das grandes corporações na sociedade.
Frente a dilemas contemporâneos como as mudanças climáticas e o combate a pandemias, muitos populistas de direita se mantém antiambientalistas e contrários a medidas como lockdowns e vacinação obrigatória. A criminalidade também é uma pauta recorrente entre eles, com sua defesa da lei e ordem assumindo um caráter punitivista.
A partir dos anos 1990, partidos populistas de direita se estabeleceram nas legislaturas de várias democracias, como Canadá, Noruega, França, Israel, Polônia, Rússia, Romênia e Chile. Participaram de governos de coalizão na Suíça, Áustria, Países Baixos, Nova Zelândia e Itália. Embora os movimentos de extrema-direita nos EUA tenham sido estudados separadamente, onde são normalmente chamados de "direitistas radicais", alguns autores consideram que eles são parte do mesmo fenômeno. O populismo de direita é distinto do conservadorismo, mas vários partidos populistas de direita têm suas raízes em partidos políticos conservadores. Muitos populistas de direita europeus no século XXI se mostram russófilos em suas campanhas políticas.

## Nacional-populismo
Especialmente na Europa, mais precisamente em países como França, Polônia e Finlândia, é comum a existência do populismo de direita como nacional-populismo. Nacional-populismo é um termo usado para se referir a ideologia política nativista que visa mobilizar apoio popular, enfatizando o fortalecimento da identidade nacional e a promoção dos interesses nacionais, muitas vezes ressaltando a soberania, a cultura e as tradições. É similar ao populismo de direita em questões sociais mas, diferente da maioria dos populistas de direita que apoiam o livre mercado, nacional-populistas tendem a apoiar o intervencionismo estatal e o bem-estarismo, com o último sendo voltado exclusivamente à promoção da qualidade de vida dos cidadãos do próprio país, seguindo uma linha chauvinista de bem-estar social.
O termo foi introduzido na ciência política na década de 1970 por Gino Germani para designar os regimes nacionalistas e populistas da América Latina nas décadas de 1930 a 1950, a exemplo do peronismo. Posteriormente, o termo foi reutilizado e popularizado por Pierre-André Taguieff para descrever a forma de populismo representada pelo Reagrupamento Nacional.
Segundo Taguieff, os grupos nacional-populistas seriam caracterizados por, por exemplo, um apelo pessoal ao povo lançado por um líder, um apelo ao povo no seu conjunto contra "elites ilegítimas", um apelo pela mudança (que implica uma ruptura purificadora com um sistema supostamente corrupto, por vezes ligada à exigência de referendos), ou um apelo à "limpeza" do país de elementos supostamente "não assimilados" (oposição à imigração).
Por sua vez, os cientistas políticos britânicos Roger Eatwell e Matthew Goodwin usaram o termo para se referir aos partidos e grupos de extrema-direita que surgiram nas últimas três décadas nos países ocidentais. De acordo com Eatwell e Goodwin, o nacional-populismo não é um "refúgio para racistas e pessoas que se entregam a um medo irracional do ‘diferente’", mas sim reflete, em parte, os "profundos medos das pessoas sobre a maneira como uma nova era de imigração e mudança étnica poderia levar à destruição de seu grupo mais amplo e de seu modo de vida".
Além da questão da identidade, entre os nacional-populistas também é comum a associação do "estrangeiro" com uma força externa negativa dentro do país, como o poder de organizações internacionais (como a União Europeia), das multinacionais, dos Estados estrangeiros, da globalização, etc.